# Kreuzstraße (Valley)
Kreuzstraße ist ein Gemeindeteil der Gemeinde Valley im oberbayerischen Landkreis Miesbach.

## Geographie
Am Ostrand des Dorfs liegt der Bahnhof Kreuzstraße, eine Station der Mangfalltalbahn und Endstation der Bahnstrecke München-Giesing–Kreuzstraße, also Endhalt der Münchner S-Bahn-Linie S5 im Münchner Verkehrs- und Tarifverbund.

## Geschichte
Kreuzstraße war bis zur Gebietsreform 1978 geteilt zwischen den Gemeinden Helfendorf und Föching.